# اوليفير فونتينتي
اوليفير فونتينتي (13 يناير 1982 بفرساي في فرنسا - ) (بالفرنسية: Olivier Fontenette)‏ هو لاعب كرة قدم فرنسي في مركز الدفاع. لعب مع باريس سان جيرمان وستاد ريمس ونادي تشيربورغ ونادي غويونيون ونادي كورتريك وبيفيرين.

## وصلات خارجية
- اوليفير فونتينتي على موقع قاعدة بيانات كرة القدم.إي يو (الإنجليزية)
- اوليفير فونتينتي على موقع ليكيب (الفرنسية)
- اوليفير فونتينتي على موقع Soccerway.com (الإنجليزية)